# Arthur O'Connell
Arthur O'Connell (Nueva York, 29 de marzo de 1908 - Woodland Hills, Los Ángeles, 18 de mayo de 1981) fue un actor de cine y televisión estadounidense conocido principalmente por sus papeles secundarios.

## Biografía[1][2]
Rostro inolvidable del cine estadounidense, Arthur O'Connell fue nominado para ganar el Óscar por las películas Picnic (1955) de Joshua Logan, y Anatomía de un asesinato  (1959) de Otto Preminger, en la categoría de mejor actor secundario.
Entre otras intervenciones, participó en Bus Stop (1956), también dirigida por Logan y en Operación Pacífico (1959) de Blake Edwards.
En la televisión actuó en diversas series de entre las que destacan "Bonanza" y "El fugitivo", en el capítulo An Apple a Day de 1965 en el papel del Dr. Josephus Adams, un médico naturista de un condado el cual ayuda al fugitivo David Janssen cuando este se lesiona un tobillo. Otro capítulo de ese año fue Tug of War en el papel de Samuel Cole, un alguacil que había sido dado de baja por el escape de un detenido y que captura al fugitivo, para entregarlo a la autoridad, sufre un ataque cardíaco y fallece.
Falleció el 18 de mayo de 1981,en Woodland Hills, Los Ángeles, California.

### Filmografía
| - 1938: Freshman Year: estudiante - 1939: Murder in Soho: Lefty - 1940: And One Was Beautiful: hombre en un aparcamiento de Moroni - 1940: Two Girls on Broadway: periodista en una boda - 1940: 'Taint Legal - 1940: Bested by a Beard - 1940: The Golden Fleecing: cameraman - 1940: Dr. Kildare Goes Home: interno nuevo - 1940: The Leather Pushers: periodista - 1940: He Asked for It - 1940: Hullabaloo: paje #4 - 1941: Lucky Devils: piloto - 1941: Ciudadano Kane (Citizen Kane): Periodista - 1942: Man from Headquarters: Goldie Shores - 1942: Law of the Jungle: Simmons - 1942: Yokel Boy: ayudante de dirección #2 - 1942: Canal Zone: recluta nuevo - 1942: Shepherd of the Ozarks: Bruce - 1942: Blondie's Blessed Event: interno - 1942: Fingers at the Window: fotógrafo - 1942: Hello, Annapolis: compañero del farmacéutico - 1948: Open Secret: Carter - 1948: The Naked City : sargento Shaeffer - 1948: Homecoming: ayudante de ambulancia - 1948: State of the Union : periodista #1 - 1948: One Touch of Venus : periodista - 1948: The Countess of Monte Cristo: ayudante del director Jensen - 1948: Force of Evil : Link Hall - 1950: Love That Brute: periodista - 1951: The Whistle at Eaton Falls: Jim Brewster - 1952: Mister Peepers (serie de televisión): Mr. Hansen (1953-1954) - 1955: Picnic: Howard Bevans - 1956: The Man in the Gray Flannel Suit: Gordon Walker - 1956: The Proud Ones: Jim Dexter - 1956: The Solid Gold Cadillac: Mark Jenkins - 1956: Bus Stop : Virgil Blessing - 1957: The Monte Carlo Story: Mr. Homer Hinkley - 1957: Operation Mad Ball: Coronel Rousch | - 1957: April Love: Jed Bruce - 1957: The Violators: Solomon Baumgarden - 1958: Voice in the Mirror: William R. 'Bill' Tobin - 1958: Man of the West : Sam Beasley - 1959: Gidget: Mr. Russell Lawrence - 1959: Anatomía de un asesinato (Anatomy of a Murder): Parnell Emmett McCarthy - 1959: Hound-Dog Man: Aaron McKinney - 1959: Operation Petticoat : Sam Tostin - 1960: Cimarron : Tom Wyatt - 1961: The Great Impostor: Warden J.B. Chandler - 1961: Misty: abuelo Beebe - 1961: A Thunder of Drums: sargento Karl Rodermill - 1961: Pocketful of Miracles: conde Alfonso Romero - 1962: Follow That Dream: Pop Kwimper - 1964: Kissin' Cousins: Pappy Tatum - 1964: 7 Faces of Dr. Lao: Clint Stark - 1964: Special for Women: The Menace of Age (TV): Joe Lawson - 1964: Your Cheatin' Heart: Fred Rose - 1965: Nightmare in the Sun: esposo - 1965: The Monkey's Uncle: Darius Green III - 1965: The Great Race: Henry Goodbody - 1965: The Third Day: doctor Wheeler - 1965: An Apple a Day: Josephus Adams, episodio de la serie The Fugitive - 1965: Tug of War: Samuel Cole, episodio de la serie The Fugitive - 1966: Ride Beyond Vengeance: El narrador - 1966: The Silencers: Joe Wigman - 1966: Fantastic Voyage: Coronel Donald Reid - 1966: Birds Do It: Prof. Wald - 1966: The Wild Wild West, (serie de televisión) - Temporada 1 episodio 22: The Night of the Bars of Hell, de Richard Donner: Theophilus Ragan - 1967: A Covenant with Death: juez Hockstadter - 1967: The Reluctant Astronaut: Buck Fleming - 1968: The Power: profesor Henry Hallson - 1968: If He Hollers, Let Him Go!: perseguidor - 1969: Seven in Darkness (TV): Larry Wise - 1970: Do Not Throw Cushions Into the Ring: agente de bolsa - 1970: Suppose They Gave a War and Nobody Came?: Mr. Kruft - 1970: El día de los tramposos (There Was a Crooked Man...): Mr. Lomax - 1971: The Last Valley : Hoffman - 1971: A Taste of Evil (TV): John - 1972: Ben: Bill Hatfield - 1972: They Only Kill Their Masters: Ernie - 1972: La aventura del Poseidón (The Poseidon Adventure): capellán John - 1973: Wicked, Wicked: Mr. Fenley - 1974: Shootout in a One-Dog Town (TV): Henry Gills - 1974: Huckleberry Finn: Coronel Grangerford - 1975: The Hiding Place: Casper ten Boom |

## Premios y distinciones
Premios Óscar
| Año  | Categoría              | Película                 | Resultado |
| ---- | ---------------------- | ------------------------ | --------- |
| 1956 | Mejor actor de reparto | Picnic                   | Nominado  |
| 1960 | Mejor actor de reparto | Anatomía de un asesinato | Nominado  |